# CCMIX
Le CCMIX, Centre de création musicale Iannis Xenakis, est un institut de recherche et un centre en musique contemporaine. Il a été fondé en 1966 par le compositeur Iannis Xenakis, avec le soutien du ministère français de la culture, pour encourager la recherche interdisciplinaire entre les arts et les sciences. D'abord nommé EMAMu (Équipe de Mathématique et Automatique Musicales), il est devenu le CEMAMu (Centre d'Études de Mathématique et Automatique Musicales) en 1972, puis Les Ateliers UPIC en 1985. Il porte son nom actuel depuis 2000.
Il est surtout connu pour avoir produit l'outil de composition UPIC (Unité Polyagogique Informatique CEMAMu, 1977).

## Aujourd'hui
Le CCMIX est installé depuis décembre 2010 à l'Université de Rouen, dans les locaux de la Maison de l'Université (MdU) à Mont Saint Aignan. Les archives du centre se trouvent à la Bibliothèque Universitaire (SCD de Lettres et Sciences Humaines). Chaque année, de nombreux évènements sont organisés autour de la figure de Iannis Xenakis et de la composition assistée par ordinateur : conférences, ateliers, concerts…